# 鄭毅 (弘治進士)
參數所指定的目標頁面不存在，建議更正成存在頁面或直接建立下列一個頁面（建立前請先搜尋是否有合適的存在頁面可以取代）：
- 郑毅

鄭毅（1468年—？），字立之，號岩山，江西广信府上饶县人，民籍，明朝政治人物。同進士出身。

## 生平
弘治五年（1492年）壬子科江西鄉試第七十七名舉人。弘治十二年，登己未科會試第一百二名，二甲七十名進士，正德中历官南京兵部署郎中，五年（1510年）十二月升福建布政司右参议，十一年九月升浙江左参政。
後復除湖广右参政，嘉靖二年（1523年）二月升四川右布政使，八月升浙江左布政使，四年八月升巡抚四川右副都御史，五年讨平宜宾夷贼阿狗戎等，嘉其功，赐敕奖励。六年五月改任南京都察院右副都御史，协理南京都察院事，七月总督漕运巡抚凤阳等地方，嘉靖七年（1528年）去职。

## 家族
曾祖鄭孔贯；祖鄭麒；父鄭潤。母周氏。具庆下。兄弘；弟韶。